# 傍示 (交野市)
傍示（ほうじ、ぼうじ）は、大阪府交野市の地名。大字。郵便番号は576-0003。

## 地理
交野市北部、東端の山間部に位置しており、私部北川の源流地にあたる。北に私部、西に寺、南に森・私部、東に奈良県生駒市と接している。

## 歴史
現在の交野市東部の山地は、石清水八幡宮の荘園の三宅山だった。延喜17年（917年）、三宅山の木の盗伐への対策として、荘園の境界を明確にするための牓示を設置するよう、交野郡司が河内国司に願い出ている。河内国と大和国の国境付近は三宅山と大和高山荘の境となっていることから、ここに牓示が立てられたとみられ、地名の傍示はそれに由来すると考えられる。なお、大和側の地名も傍示であるため、区別のため西傍示とも呼ばれる。
天正元年（1573年）には、摂津国伊丹城主の伊丹氏一族が傍示に移住したと伝わる。同年、伊丹親興は将軍・足利義昭に味方して織田信長軍と戦い、芥川城で戦死したとされており、居城の伊丹城は芥川城を落城させた荒木村重に与えられ、伊丹一族は傍示に逃れてきたという。
江戸時代の村名として傍示村の名が見られる。河内国交野郡に属していた。傍示村は、寛永10年（1633年）に山城淀藩の永井氏領となっており、元禄7年（1694年）に幕府領、宝永元年（1704年）に上野沼田藩の本多氏領となっている。享保15年（1730年）には再び幕府領となり、文久2年（1862年）より京都守護職役知となった。
村高は正保年間（1644–1648年）の時点で39石余り。文化6年（1807年）の時点で家数11軒、人数43人である。
1881年（明治14年）、大阪府に属し、1889年（明治22年）、磐船村の大字となった。

### 沿革
- 1889年（明治22年） - 交野郡磐船村の大字となる[12]。
- 1896年（明治29年） - 所属郡が北河内郡に変わる[13]。
- 1939年（昭和14年） - 交野町の大字となる[6]。
- 1971年（昭和46年） - 交野市の大字となる[6]。

## 世帯数と人口
2024年（令和6年）3月31日現在の世帯数と人口は以下の通りである。
| 町・字   | 世帯数 | 人口 |
| -------- | ------ | ---- |
| 大字傍示 | 5世帯  | 8人  |

## 学区
市立の小・中学校に通う場合、学区は以下の通りとなる。
| 町・字   | 番・番地等 | 小学校             | 中学校             |
| -------- | ---------- | ------------------ | ------------------ |
| 大字傍示 | 全域       | 交野市立岩船小学校 | 交野市立第四中学校 |

## 施設
- 八葉蓮華寺[15] - 本尊は国の重要文化財である「木造阿弥陀如来立像」（快慶作）[16]。
- 菅原神社[17]